# Dzień astronomiczny

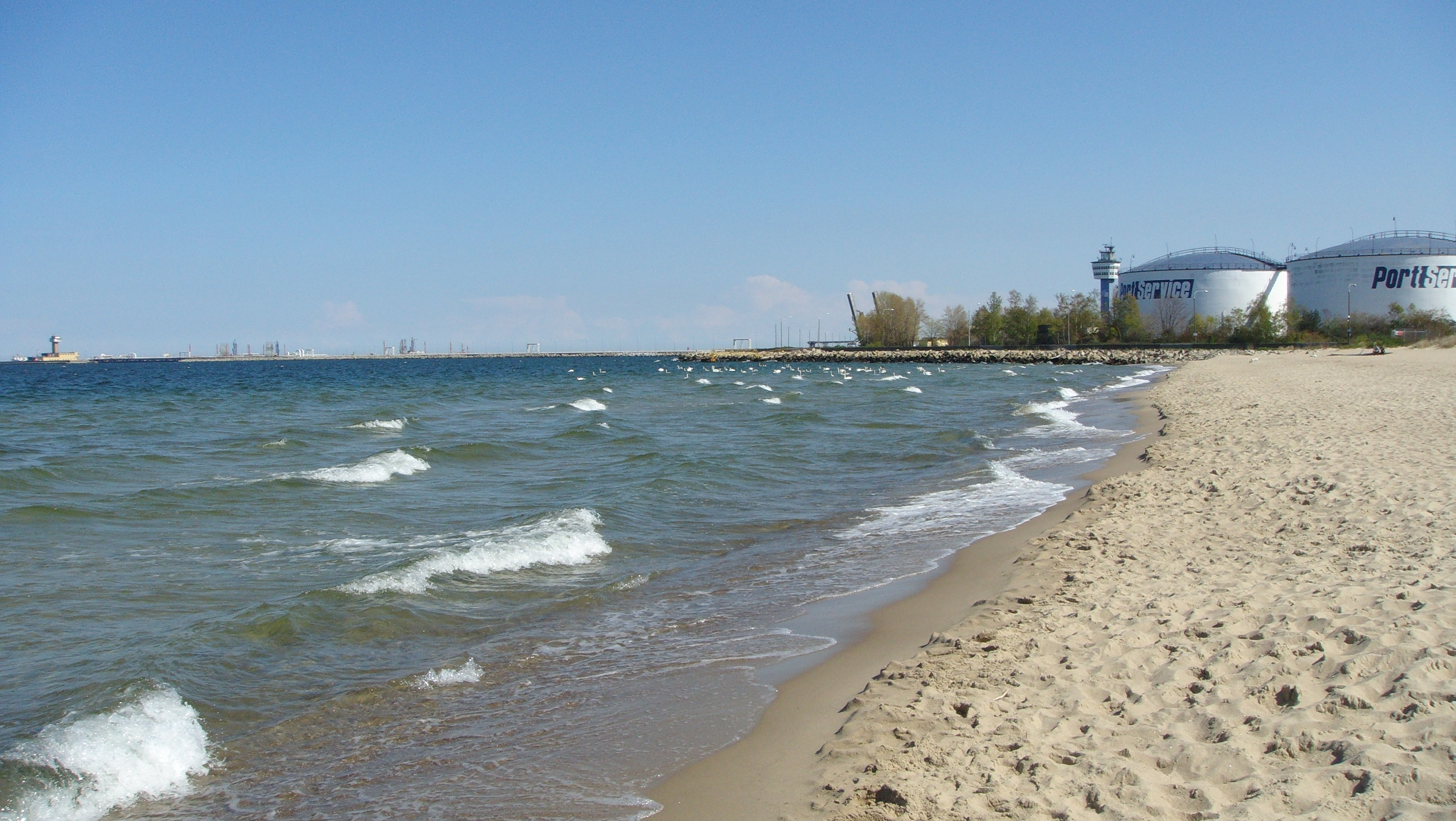
Dzień astronomiczny

Dzień astronomiczny – pora doby, gdy Słońce znajduje się nad horyzontem, czyli wysokość astronomiczna Słońca jest dodatnia. Wysokość astronomiczna (ang. altitude) nad horyzontem zwykle jest podawana w stopniach. Za początek/koniec dnia przyjmuje się moment, gdy środek tarczy słonecznej zrówna się z linią horyzontu.

## Czynniki warunkujące długość dnia

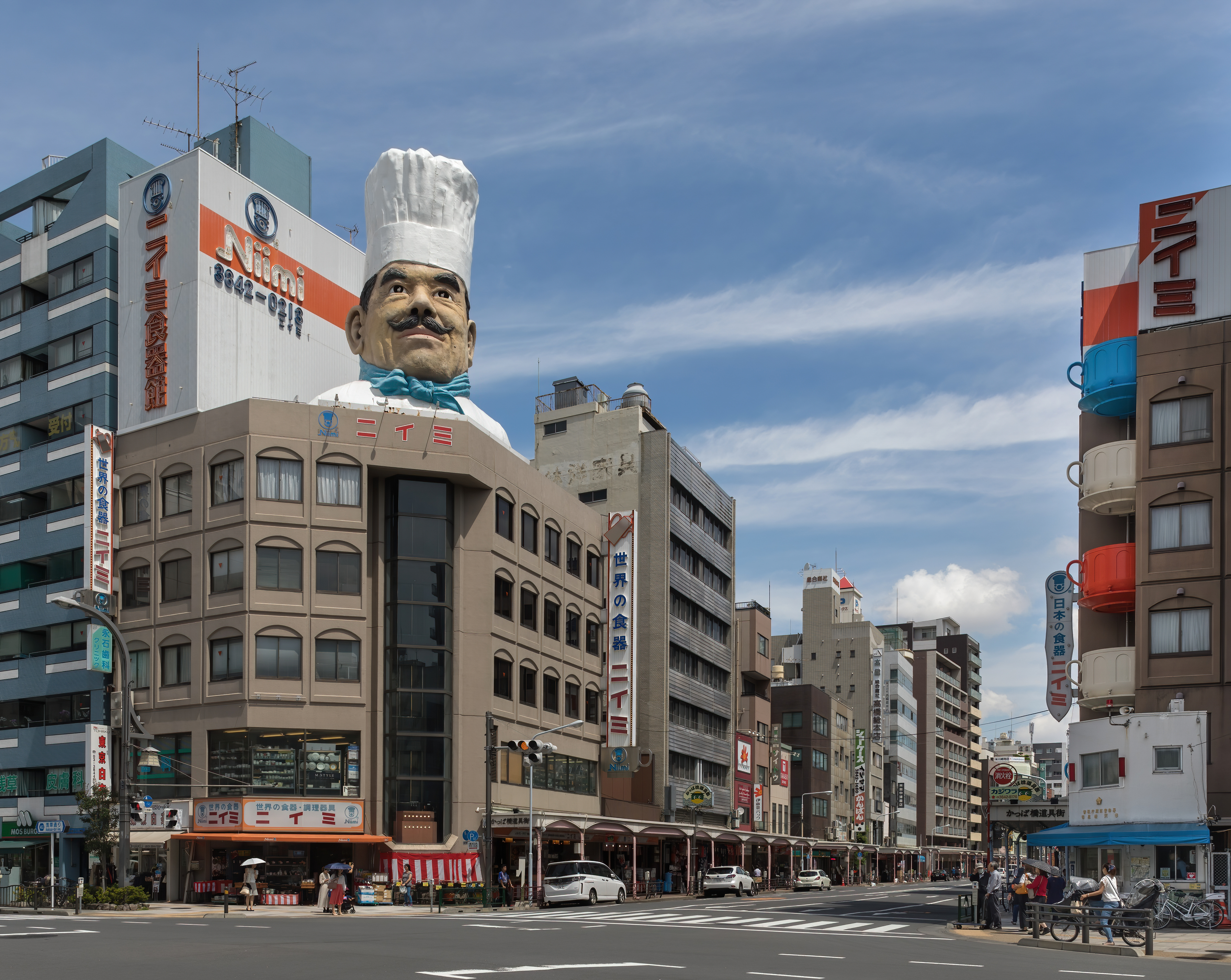
Dzień astronomiczny w Tokio (stolica Japonii) po wschodzie Słońca

Zmiany długości dnia związane są głównie z nachyleniem osi obrotu Ziemi w stosunku do płaszczyzny jej ruchu wokół Słońca (ekliptyki).
Długość dnia w danym miejscu na Ziemi zależy od deklinacji Słońca, która zmienia się wraz z porą roku, oraz od szerokości geograficznej miejsca obserwacji. Na jego długość nieznacznie wpływają również zmiany prędkości Ziemi w ruchu obiegowym wokół Słońca, z których wynikają zmiany prędkości kątowej w tym ruchu.
Istnienie refrakcji astronomicznej wydłuża dzień astronomiczny w stosunku do jego długości teoretycznej. Zmiany warunków pogodowych, wywołujące zmiany wielkości refrakcji atmosferycznej powodują również niewielkie, niemożliwe do dokładnego prognozowania zmiany długości danego dnia.

## Dzień polarny
Dzień astronomiczny jest nazywany dniem polarnym, gdy jego długość trwa co najmniej 24 godziny, podczas których Słońce nie zachodzi, tylko krąży ponad horyzontem. Dzień astronomiczny polarny występuje jedynie w obrębie koła podbiegunowego i w miejscu obserwacji może trwać wiele miesięcy, a na samym biegunie trwa nieco ponad pół roku.